# 斯基拉特-德馬拉省
33°53′N 6°59′W / 33.883°N 6.983°W
斯基拉特-德馬拉省（阿拉伯语：‎），是摩洛哥的省份，位於該國西北部，由拉巴特-塞拉-蓋尼特拉大區負責管轄，首府設於斯基拉特，面積463平方公里，2014年人口574,543，人口密度每平方公里536人。